# Naked Thunder
Naked Thunder è il primo album in studio da solista del cantante inglese Ian Gillan (già voce dei Deep Purple). Il disco è uscito nel 1990.

## Tracce
1. Gut Reaction – 3:46
2. Talking to You – 3:36
3. No Good Luck – 4:12
4. Nothing but the Best – 3:46
5. Loving on Borrowed Time – 5:04
6. Sweet Lolita – 3:50
7. Nothing to Lose – 6:17
8. Moonshine – 2:46
9. Long and Lonely Ride – 3:48
10. Love Gun – 3:29
11. No More Cane on the Brazos – 8:13
12. Rock N' Roll Girls (bonus track) – 3:20
13. Hole in My Vest (bonus track) – 3:42